# Corpo basal

Diagrama esquemático do flagelo eucariótico. 1. axonema, 2. membrana célula, 3. IFT (transporte intraflagelar), 4. corpo basal, 5. cruz do flagelo, 6. Tripletes de microtúbulos do corpo basal.

Corpo basal é a terceira porção do flagelo, que o liga à parede celular e à membrana plasmática. O corpo basal é composto de uma pequena haste central inserida em uma série de anéis. Uma função principal do corpo basal é servir como um molde para a iniciação da montagem do axonema e como um ponto de ancoragem para a ligação dos cílios com o citoesqueleto.
A regulação da produção do corpo basal e da orientação espacial é uma função do domínio de ligação a nucleotídeos da gama tubulina.

## Composição
Os corpos basais têm sido isolados do oviduto de mamíferos, de Tetrahymena  e de Chlamydomonas . São compostas por tubulina e várias proteínas. As atividades da ATPase parecem estar associadas aos corpos basais em ensaios de citoquímica e bioquímica mas a função do corpo basal na atividade da ATPase ainda é desconhecida.